# Rebelión Nian
La Rebelión Nian (en chino tradicional, 捻亂; pinyin, Niǎn Luàn) fue una insurrección contra la dinastía Qing en el norte de China de 1851 a 1868, simultáneamente con la Rebelión Taiping (1850-1864) en el sur de China. La rebelión fue reprimida, pero las pérdidas económicas y de población contribuyeron al colapso del imperio a principios del siglo XX.

## Antecedentes
Nian es una palabra tomada del dialecto Huaibei, una forma del mandarín de las Llanuras Centrales, donde se usaba para referirse a pandillas, grupos o “bandidos” poco afiliados. El movimiento Nian fue formado a finales de la década de 1840 por Zhang Lexing y, en 1851, contaba con aproximadamente 2000 miembros. A diferencia del movimiento de Rebelión Taiping, el Nian inicialmente no tenía metas u objetivos claros, aparte de las críticas al gobierno Qing. Su lema era "'matar a los ricos y ayudar a los pobres'". Sin embargo, los Nian fueron provocados a tomar medidas directas contra el régimen imperial después de una serie de desastres ambientales.
La inundación del río Amarillo de 1851 inundó cientos de miles de kilómetros cuadrados y causó una inmensa pérdida de vidas. El gobierno de Qing comenzó lentamente a limpiar después del desastre, pero no pudo brindar ayuda efectiva, ya que las finanzas del gobierno se habían agotado durante la primera guerra del Opio y la actual Rebelión Taiping. Los daños causados por el desastre aún no habían sido reparados cuando, en 1855, el río volvió a desbordarse, ahogando a miles de personas y devastando la fértil provincia de Jiangsu. Junto con la destrucción causada por las inundaciones, se extendió el hambre. En ese momento, el gobierno Qing estaba tratando de negociar un acuerdo con las potencias europeas y, como las finanzas estatales estaban tan gravemente agotadas, el régimen nuevamente fue incapaz de brindar un alivio efectivo. Esto enfureció al movimiento Nian, que culpó a los europeos de contribuir a los problemas de la nación y consideró cada vez más al gobierno Qing como incompetente.
Los rebeldes de Nian parecían haber sido influenciados por la anterior Rebelión del Loto Blanco de 1794, reclutando de sociedades secretas y sectas como el Loto Blanco, y tomando prestada activamente su terminología y símbolos, siendo ejemplos la práctica de la hermandad jurada, los cinco colores de estandartes, banderas con ocho trigramas y el uso generalizado de unidades de mujeres guerreras. Zhang Lexing, líder de la rebelión, utilizó el título de "Rey Brillante del Gran Han", un discurso que recuerda las posiciones de liderazgo del Loto Blanco.
Las politólogas Valerie Hudson y Andrea den Boer sugieren que la rebelión fue impulsada, al menos en parte, por décadas de infanticidio femenino causado por las inundaciones relacionadas con la miseria económica, dando lugar a una gran población de jóvenes frustrados y sin ninguna mujer con la cual contraer matrimonio, tal vez como muchos una cuarta parte de todos los jóvenes de la zona estaban en la categoría de "ramas desnudas".

## Conflicto
Los rebeldes de Nian eran en gran medida campesinos pobres y desesperados que se unieron en grupos de bandidos simplemente para sobrevivir. Sin embargo, a medida que los desastres naturales empeoraron, estos grupos de bandidos se hicieron cada vez más grandes y finalmente se convirtieron en ejércitos que pudieron desafiar directamente al gobierno. Sin embargo, el principal interés de la mayoría de los miembros de Nian seguía siendo saquear a las comunidades que estaban en mejores condiciones, además de resistirse a los impuestos. Los motivos religiosos tampoco tenían mucha importancia para los rebeldes de Nian. Si bien las fuerzas de Nian posiblemente heredaron algunos de sus símbolos, como los turbantes rojos y las banderas de los Ocho Trigramas del Loto Blanco, la influencia general de movimientos espirituales como el Loto Blanco o la Sociedad de Adoración a Dios sobre ellos fue baja. Por ejemplo, los rebeldes del Loto Blanco a veces luchaban junto a los grupos Nian, pero estos últimos a veces también atacaban a los primeros con la esperanza de saquear. En promedio, los grupos Nian de Henan se parecían más a simples bandidos que los Nian de Anhui. En general, el movimiento Nian "siguió siendo principalmente la expresión de estrategias mundanas de supervivencia", según la historiadora Elizabeth J. Perry. Nunca fueron revolucionarios y, además de consignas que pedían la muerte de los funcionarios del gobierno y de los ricos, así como esperanzas de una sociedad más justa, carecían de objetivos claros y bien definidos. El hecho de que algunos ejércitos de Nian se convirtieran en verdaderos movimientos rebeldes se debió principalmente a las ambiciones de líderes Nian individuales que querían convertirse en gobernantes legítimos.
En 1851, los Nian comenzaron a asaltar los almacenes de cereales y los depósitos de plata de las aldeas. Tras la toma de Nankín por el Reino Celestial Taiping, algunos líderes de Nian buscaron una alianza con los Taiping. Si bien Hong Xiuquan otorgó títulos a los líderes de Nian y los Nian y los Taiping cooperaron ocasionalmente, nunca se logró la coordinación total entre las dos rebeliones. Los casos en los que los ejércitos de Nian se sometieron o incluso se unieron por completo a los Taiping siguieron siendo raros, ya que la mayoría seguían siendo ejércitos de bandidos que solo estaban interesados en ganancias inminentes y supervivencia.
En 1855, Zhang Lexing tomó acción directa contra el lanzamiento de ataques contra las tropas del gobierno en la China central. En el verano, la caballería Nian en un rápido movimiento, bien entrenado y totalmente equipado con armas de fuego modernas, había cortado las líneas de comunicación entre Pekín y los ejércitos Qing, en lucha de los rebeldes Taiping del sur. Las fuerzas Qing fueron gravemente desbordados con las rebeliones que estallaron en China, lo que permite a los ejércitos Nian conquistar grandes extensiones de tierra y ganar control sobre las zonas económicamente vitales. El Nian fortificó sus ciudades capturadas y las utilizó como base para lanzar ataques contra las tropas de caballería Qing en el campo, lo que provocó que pueblos de la zona se fortaleciesen contra los grupos de ataque Nian. Esto resultó en la constante lucha que devastó las previamente ricas provincias de Jiangsu y Hunan.

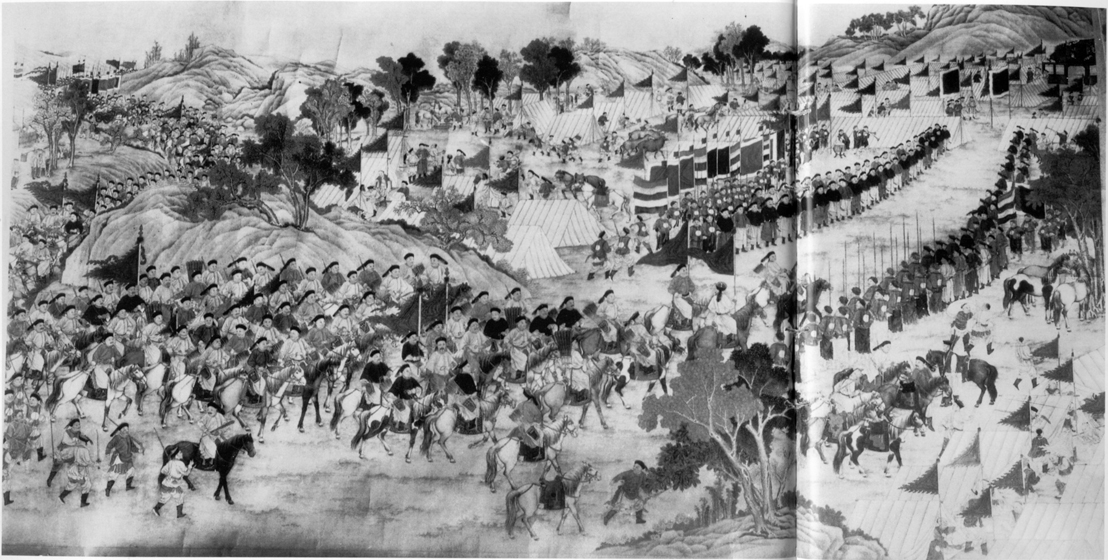
Procesión triunfal tras la campaña contra los Nian

A principios de 1856, el gobierno Qing envió al general mongol Senggelinqin, que había aplastado recientemente un gran ejército Taiping, para derrotar al Nian. El ejército de Senggelinquin capturó varias ciudades fortificadas y destruyó la mayor parte de la infantería Nian, y mató a Zhang Lexing en una emboscada. Sin embargo a finales de 1864, en el movimiento Nian sobrevivieron comandantes Taiping, como los expertos Lai Wenguang (賴文光) (1827-1868) y Fan Ruzeng (1840 hasta 1867) llegaron a tomar el control de las fuerzas de Nian, y el grueso de la caballería Nian se mantuvo intacta. el ejército con sede en la infantería de Senggelinquin no pudo detener a la caballería de movimiento rápido de devastar el campo y lanzar ataques por sorpresa contra las tropas imperiales.
A finales de 1865, Senggelinquin y sus guardaespaldas fueron emboscados por tropas Nian y asesinados, en la batalla de Goulawjai, privando al gobierno de su mejor comandante militar. El régimen Qing envió al general Zeng Guofan (曾国藩) para tomar el mando de las fuerzas imperiales que protegían la capital, Pekín, y le proporcionó la artillería y las armas modernas, comprado a los europeos a precios exorbitantes. El ejército de Zeng se dedicó a la construcción de canales y zanjas hasta el dobladillo de la caballería Nian, un método efectivo pero lento y costoso. General Zeng fue relevado del mando después de Nian infantería rompió a través de una de sus líneas de defensa, y fue reemplazado por los generales Li Hongzhang y Zuo Zongtang equipados con artillería europea más aplastante y armas de fuego.
A finales de 1866, las fuerzas Nian restantes fueron divididas en dos, el Ejército de Oriente bajo el mando de Lai Wenguang estacionado en China central, mientras que el Ejército Occidental avanzó hacia Pekín. El Ejército Occidental, al mando de Zhang Zongyu, hijo del hermano de Zhang Lexing, fue derrotado al suroeste de Pekín por las tropas Qing, dejando grandes extensiones de territorio Nian expuesto a un contraataque Qing. A finales de 1867, las tropas de Zuo Zongtang de Li Hongzhang y habían recapturado territorios Nian, ya a principios de 1868, los restos fueron aplastados por las fuerzas combinadas de las tropas del gobierno y el ejército fue siempre victorioso.

## Equipamiento militar
Los rebeldes de Nian estaban equipados con armas (incluidas las modernas armas occidentales), mosquetes y una cantidad significativa de cañones de hasta 5000 libras de peso.